# Ezequiel Astacio
Ezequiel F. Astacio (nacido el 4 de noviembre de 1979 en Hato Mayor) es un lanzador dominicano que jugó en las Grandes Ligas de Béisbol. Su última aparición en el béisbol estadounidense fue en 2010 para los San Angelo Colts en la United Baseball League. Ese mismo año jugó con los Toros de Cali de la Liga Colombiana.
Adquirido por los Astros de Houston desde los Filis de Filadelfia en 2003 como parte del canje que involucraba al lanzador Billy Wagner. Astacio tuvo acción en las mayores en 2005 publicando un récord de 3-6 con una efectividad de 5.67. Lanzó 100 entradas, ponchando a 66 y otorgando 25 boletos. Es de los típicos lanzadores jóvenes con una bola rápida, que también entregó un total de 25 jonrones. Entregó en jonrón de la victoria a Geoff Blum en el Juego 3 de la Serie Mundial de 2005 contra los Medias Blancas de Chicago.
Astacio fue reclamado en waivers por los Rangers de Texas el 26 de marzo de 2007, pero no pudo hacer el equipo después de los entrenamientos de primavera. Después salir de waivers, Astacio fue enviado al equipo de Triple-A, Oklahoma RedHawks. Después de firmar con la organización de los Rojos de Cincinnati, Astacio fue liberado antes de lanzar un juego.